# Andrej Balašov
Andrej Vasil'evič Balašov (in russo Андрей Васильевич Балашов?; 22 marzo 1946 – 21 ottobre 2009) è stato un velista russo, fino al 1991 sovietico.

## Palmarès

### Olimpiadi
- 2 medaglie:
  - 1 argento (Montréal 1976 nella classe Finn)
  - 1 bronzo (Mosca 1980 nella classe Finn)